# Olek Krupa
Aleksander Krupa (Rybnik, Silesia, 31 de agosto de 1955), conocido artísticamente como Olek Krupa, es un actor polaco. A menudo ha interpretado villanos y criminales, como en las películas Eraser, Blue Streak, Home Alone 3 y Behind Enemy Lines. Interpretó al presidente de Rusia en Salt y a un funcionario de la embajada rusa en Burn After Reading. 

## Vida y carrera
Krupa nació en la ciudad de Rybnik. Estudió actuación en la Academia de Arte Dramático de Varsovia y se graduó en 1974. Posteriormente, actuó en el Centro de Arte y Cultura de Płock entre 1974 y 1975 y fue miembro del Teatro Escenario STU de Cracovia entre 1975 y 1981. Viajó por primera vez a Estados Unidos en 1975 con dinero que pidió prestado a sus amigos. Una vez de vuelta en Polonia, continuó trabajando durante unos años hasta el comienzo de la ley marcial en Polonia en 1981, cuando decidió trasladarse definitivamente a Norteamérica junto a su esposa. Se estableció en Nueva York y comenzó a actuar en el Public Theater de esa ciudad. Bajo la dirección de Joseph Papp, interpretó papeles en obras como My Uncle Sam, A Bright Room Called Day, American Notes y The Ballad of Soapy Smith. Su primer papel en el cine estadounidense fue en el drama erótico Nueve semanas y media junto a Kim Basinger y Mickey Rourke, donde interpretó al exesposo de la protagonista.

## Filmografía

### Cine
- Far from Poland (1984) (voz)
- 9½ Weeks (1986)
- Call Me (1988)
- Day One (1989)
- Misplaced (1989)
- Black Rainbow (1989)
- The Kennedys of Massachusetts (1990)
- Ivory Hunters (1990)
- Miller's Crossing (1990)
- Men of Respect (1991)
- Mac (1992)
- Rivalen des Glücks - The Contenders (1993)
- Naked in New York (1993)
- Geoffrey Beene 30 (1993)
- Undercover Blues (1993)
- My Antonia (1995) (telefilme)
- Fair Game (1995)
- Eraser (1996)
- Kicked in the Head (1997)
- Under the Bridge (1997)
- Home Alone 3 (1997)
- Stardust (1998)
- O.K. Garage (1998)
- Simply Irresistible (1999)
- No Vacancy (1999)
- Oxygen (1999)
- De ladrón a policía (1999)
- The Opportunists (2000)
- Trece días (2000)
- Behind Enemy Lines  (2001)
- The Italian Job (2003)
- Bringing Rain (2003)
- Neal Cassady (2007)
- End of the Line (2008)
- Burn After Reading (2008)
- Whatever Works (2009)
- Salt (2010)
- X-Men: primera generación (2011)
- Someday This Pain Will Be Useful To You (2011)
- El dictador (2012)
- Butterflies of Bill Baker (2013)
- Admission (2013)
- Blood Ties (2013)
- I'm Obsessed with You (2014)
- Hidden Figures (2016)
- The Fate of the Furious (2017)
- Bel Canto (2018)
- The Sunlit Night (2019)
- Reagan (2024)

### Televisión
- Andersonville (1996)
- Oz (1999) como Yuri Kosygin (dos episodios)
- Law & Order: SVU (1999) (episodio "Russian Love Poem")
- Law & Order: Criminal Intent (2003) como Ben Laurette (episodio "Undaunted Mettle")
- Monk (2004) como Elmer Gratnik
- New Amsterdam (2008) como Victor Brodsky
- Life on Mars (2009) como Vasilli Lukin
- White Collar (2011) como Alec
- Person of Interest (2011) como Ivan Yogorov
- The Americans (2013-2017) como el General Vijktor Zhukov	 (tres episodios)
- Forever (2015) como The King
- The Blacklist (2015) como Leonid Javin
- Madam Secretary (2015) como Presidente Pavel Ostrov (tres episodios)
- MacGyver (2016) como Victor
- Divorce (2016) como Gustav
- Iron Fist (2017) como Radovan Bernivig (tres episodios)
- Elementary (2017) como Fyodor Ukhov
- WeCrashed (2022) como Evgeny Risakov